# Liste der Biografien/Davo
Liste der Biografien |
Portal Biografien |
Personensuche
# |
A |
B |
C |
D |
E |
F |
G |
H |
I |
J |
K |
L |
M |
N |
O |
P |
Q |
R |
S |
T |
U |
V |
W |
X |
Y |
Z |
?
 
Da |
Db |
Dc |
Dd |
De |
Dg |
Dh |
Di |
Dj |
Dk |
Dl |
Dm |
Dn |
Do |
Dq |
Dr |
Ds |
Du |
Dv |
Dw |
Dy |
Dz
 
Daa |
Dab |
Dac |
Dad |
Dae |
Daf |
Dag |
Dah |
Dai |
Daj |
Dak |
Dal |
Dam |
Dan |
Dao |
Dap |
Daq |
Dar |
Das |
Dat |
Dau |
Dav |
Daw |
Dax |
Day |
Daz
 
Dava |
Davd |
Dave |
Davi |
Davl |
Davo |
Davr |
Davs |
Davu |
Davy
Die Liste der Biografien führt alle Personen auf, die in der deutschsprachigen Wikipedia einen Artikel haben. Dieses ist eine Teilliste mit 9 Einträgen von Personen, deren Namen mit den Buchstaben „Davo“ beginnt.

## Davo

### Davoi
- Davoine, Mirto (* 1933), uruguayischer Fußballspieler
- Davoine, Walter (* 1935), uruguayischer Fußballspieler

### Davol
- Davoli, Ninetto (* 1948), italienischer Schauspieler

### Davor
- Davor, Peter (* 1963), deutscher Schauspieler kroatischer Herkunft

### Davou
- Davou, Bia (1932–1996), griechische Malerin
- Davoudvandi, Miriam (* 1992), deutsche Musikjournalistin, Moderatorin und Podcasterin
- Davout, Aimée (1782–1868), Zeitzeugin großer Ereignisse der französischen Geschichte
- Davout, Louis-Nicolas (1770–1823), französischer General, Pair und Marschall von FrankreichLouis-Nicolas Davout (1770–1823)

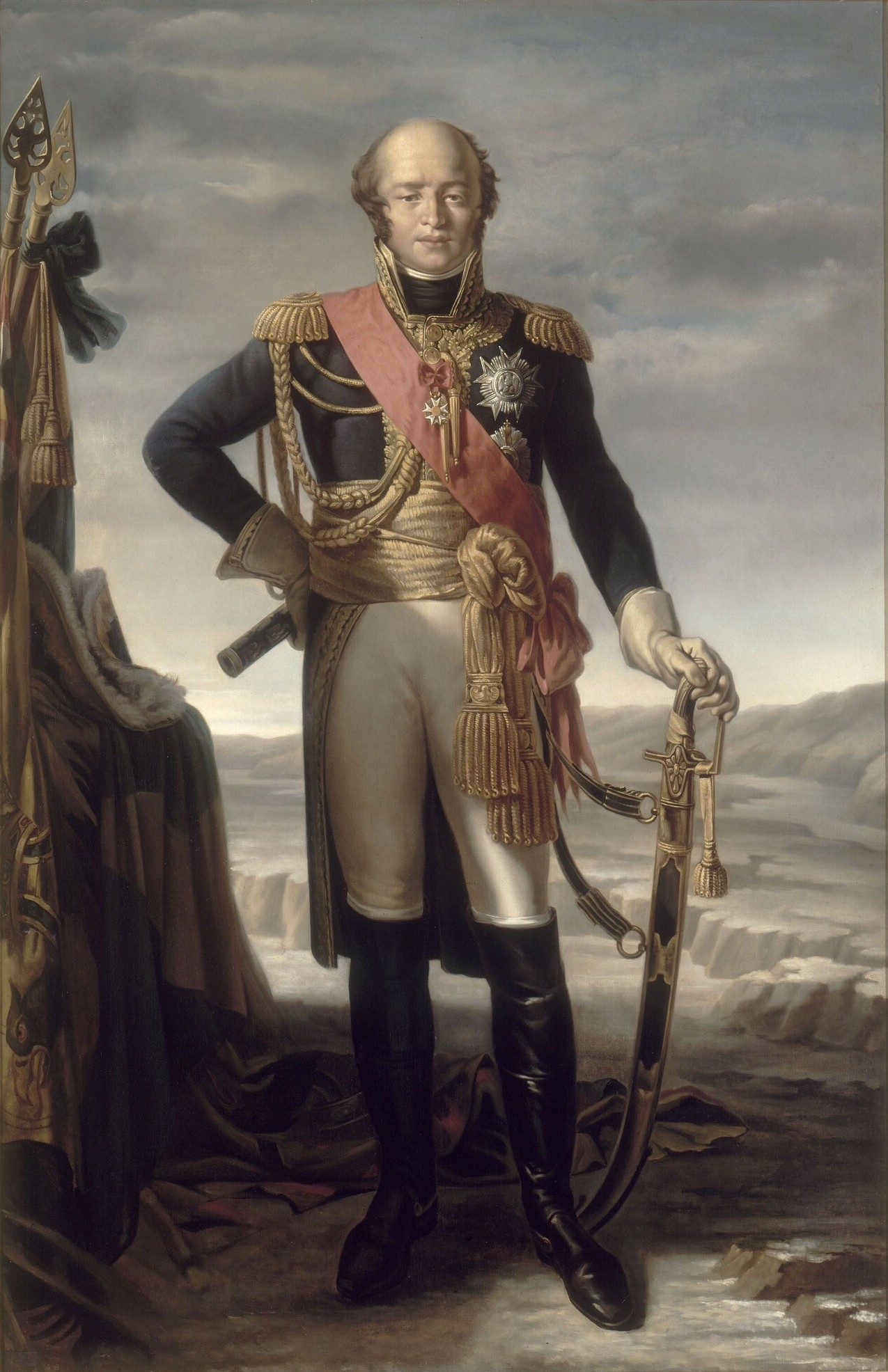
Louis-Nicolas Davout (1770–1823)

### Davoy
- Dåvøy, Laila (* 1948), norwegische christdemokratische Politikerin, Mitglied des Storting